# Salmo 63
El salmo 63  es, según la numeración hebrea, el sexagésimo tercer salmo del Libro de los salmos de la Biblia. Corresponde al salmo 62 según la numeración de la Biblia Septuaginta griega, empleada también en la Vulgata latina. Por este motivo, recogiendo la doble numeración, a este salmo también se le refiere como el salmo 63 (62).
Se atribuye al Rey David y su tema se refiere a estar varado en el desierto lejos de la familia.

## Tema
El Salmo se compone de dos partes:
1. Un discurso a Dios que en francés se describe como un " tutoiement " (versículos 2-9): Dios mío, tú eres mi Dios; Temprano te buscaré .[3]
2. Los deseos de venganza formulados en tercera persona en los últimos tres versos. La primera parte, más desarrollada, evoca el deseo, la alabanza y luego la confianza en Dios. La imagen de la tierra árida no expresa la ausencia de Dios como en otros salmos, sino la aspiración al encuentro. La confianza se expresa entonces mediante el simbolismo del pájaro protector. Quizás también las alas recuerden las alas de los kerubim en el arca del pacto, estas representan al Señor.[4]

El cambio es evidente en el versículo 10. Ahora se habla de venganza hacia los enemigos del salmista, y algunos pueden evadir este desconcertante final del salmo. Se trata de un rey en el último verso. Quizás sea el propio salmista, o una forma de extender su oración a la comunidad. Hay tal grito de venganza en el libro de Jeremías 11:20 .
Juan Crisóstomo escribió:
"Que fue decretado y ordenado por los padres primitivos [de la iglesia], que ningún día debería pasar sin el canto público de este Salmo".
También observó que:
"El espíritu y el alma de todo el Libro de los Salmos se contrae en este Salmo" 

## Texto
La siguiente tabla muestra el texto en hebreo del salmo con vocales, junto con el texto en griego koiné en la Septuaginta y la traducción al español de la Biblia del Rey Jacobo. Tenga en cuenta que el significado puede diferir ligeramente entre estas versiones, ya que la Septuaginta y el texto masorético provienen de tradiciones textuales diferentes.  En la Septuaginta, este salmo está numerado como Salmo 62.
| #      | En hebreo                                                                | En español | En griego |
| ------ | ------------------------------------------------------------------------ | --- | --- |
| [ 14 ] | מִזְמ֥וֹר לְדָוִ֑ד בִּ֝הְיוֹת֗וֹ בְּמִדְבַּ֥ר יְהוּדָֽה׃                                           | (Salmo de David, cuando estaba en el desierto de Judá).                                                                                  | Ψαλμὸς τῷ Δαυΐδ ἐν τῷ εἶναι αὐτὸν ἐν τῇ ἐρήμῳ τῆς ᾿Ιδουμαίας. -                                                      |
| 1      | אֱלֹהִ֤ים ׀ אֵלִ֥י אַתָּ֗ה אֲֽשַׁ֫חֲרֶ֥ךָּ צָמְאָ֬ה לְךָ֨ ׀ נַפְשִׁ֗י כָּמַ֣הּ לְךָ֣ בְשָ ׂרִ֑י בְּאֶֽרֶץ־צִיָּ֖ה וְעָיֵ֣ף בְּלִי־מָֽיִם׃ | Oh Dios, tú eres mi Dios; temprano te buscaré: mi alma tiene sed de ti, mi carne te anhela en tierra seca y sedienta, donde no hay agua; | Ο ΘΕΟΣ ὁ Θεός μου, πρὸς σὲ ὀρθρίζω· ἐδίψησέ σε ἡ ψυχή μου, ποσαπλῶς σοι ἡ σάρξ μου ἐν γῇ ἐρήμῳ καὶ ἀβάτῳ καὶ ἀνύδρῳ. |
| 2      | כֵּ֭ן בַּקֹּ֣דֶשׁ חֲזִיתִ֑ךָ לִרְא֥וֹת עֻ֝זְּךָ֗ וּכְבוֹדֶֽךָ׃                                          | Para ver tu poder y tu gloria, tal como te he visto en el santuario.                                                                     | οὕτως ἐν τῷ ἁγίῳ ὤφθην σοι τοῦ ἰδεῖν τὴν δύναμίν σου καὶ τὴν δόξαν σου.                                              |
| 3      | כִּי־ט֣וֹב חַ֭סְדְּךָ מֵחַיִּ֗ים שְׂפָתַ֥י יְשַׁבְּחֽוּנְךָ׃                                          | Porque tu misericordia es mejor que la vida, mis labios te alabarán.                                                                     | ὅτι κρεῖσσον τὸ ἔλεός σου ὑπὲρ ζωάς· τὰ χείλη μου ἐπαινέσουσί σε.                                                    |
| 4      | כֵּ֣ן אֲבָרֶכְךָ֣ בְחַיָּ֑י בְּ֝שִׁמְךָ֗ אֶשָּׂ֥א כַפָּֽי׃                                              | Así te bendeciré mientras viva: levantaré mis manos en tu nombre.                                                                        | οὕτως εὐλογήσω σε ἐν τῇ ζωῇ μου καὶ ἐν τῷ ὀνόματί σου ἀρῶ τὰς χεῖράς μου.                                            |
| 5      | כְּמ֤וֹ חֵ֣לֶב וָ֭דֶשֶׁן תִּשְׂבַּ֣ע נַפְשִׁ֑י וְשִׂפְתֵ֥י רְ֝נָנ֗וֹת יְהַלֶּל־פִּֽי׃                              | Mi alma se saciará como de médula y de sebo, y mi boca te alabará con labios gozosos.                                                    | ὡς ἐκ στέατος καὶ πιότητος ἐμπλησθείη ἡ ψυχή μου, καὶ χείλη ἀγαλλιάσεως αἰνέσει τὸ στόμα μου.                        |
| 6      | אִם־זְכַרְתִּ֥יךָ עַל־יְצוּעָ֑י בְּ֝אַשְׁמֻר֗וֹת אֶהְגֶּה־בָּֽךְ׃                                      | Cuando te recuerdo en mi lecho, y medito en ti durante las vigilias de la noche.                                                         | εἰ ἐμνημόνευόν σου ἐπὶ τῆς στρωμνῆς μου, ἐν τοῖς ὄρθροις ἐμελέτων εἰς σέ·                                            |
| 7      | כִּֽי־הָיִ֣יתָ עֶזְרָ֣תָה לִּ֑י וּבְצֵ֖ל כְּנָפֶ֣יךָ אֲרַנֵּֽן׃                                        | Porque tú has sido mi ayuda, por eso me regocijaré a la sombra de tus alas.                                                              | ὅτι ἐγενήθης βοηθός μου, καὶ ἐν τῇ σκέπῃ τῶν πτερύγων σου ἀγαλλιάσομαι.                                              |
| 8      | דָּבְקָ֣ה נַפְשִׁ֣י אַחֲרֶ֑יךָ בִּ֝֗י תָּמְכָ֥ה יְמִינֶֽךָ׃                                           | Mi alma te sigue de cerca; tu diestra me sostiene.                                                                                       | ἐκολλήθη ἡ ψυχή μου ὀπίσω σου, ἐμοῦ δὲ ἀντελάβετο ἡ δεξιά σου.                                                       |
| 9      | וְהֵ֗מָּה לְ֭שׁוֹאָה יְבַקְשׁ֣וּ נַפְשִׁ֑י יָ֝בֹ֗אוּ בְּֽתַחְתִּיּ֥וֹת הָאָֽרֶץ׃                                 | Pero los que buscan mi alma para destruirla, irán a las partes más bajas de la tierra.                                                   | αὐτοὶ δὲ εἰς μάτην ἐζήτησαν τὴν ψυχήν μου, εἰσελεύσονται εἰς τὰ κατώτατα τῆς γῆς·                                    |
| 10     | יַגִּירֻ֥הוּ עַל־יְדֵי־חָ֑רֶב מְנָ֖ת שֻׁעָלִ֣ים יִהְיֽוּ׃                                        | Caerán a filo de espada; serán presa de los zorros.                                                                                      | παραδοθήσονται εἰς χεῖρας ῥομφαίας, μερίδες ἀλωπέκων ἔσονται.                                                        |
| 11     | וְהַמֶּלֶךְ֮ יִשְׂמַ֢ח בֵּאלֹ֫הִ֥ים יִ֭תְהַלֵּל כׇּל־הַנִּשְׁבָּ֣ע בּ֑וֹ כִּ֥י יִ֝סָּכֵ֗ר פִּ ֣י דוֹבְרֵי־שָֽׁקֶר׃               | Pero el rey se regocijará en Dios; todos los que juran por él se gloriarán; pero la boca de los que hablan mentiras será cerrada.        | ὁ δὲ βασιλεὺς εὐφρανθήσεται ἐπὶ τῷ Θεῷ, ἐπαινεθήσεται πᾶς ὁ ὀμνύων ἐν αὐτῷ, ὅτι ἐνεφράγη στόμα λαλούντων ἄδικα.      |

### Encabezado
El comentarista bíblico Cyril Rodd señala que la frase «Cuando estaba en el desierto de Judá» puede referirse a la huida de David de Absalón (15-16), pero también se ha sugerido que se refiere al momento en que Saúl perseguía a David (23:14; 24:2).

### Versículo 10
«Caerán a filo de espada, serán presa de los zorros».
Otras traducciones se refieren a chacales en lugar de zorros. «Es el chacal, y no el zorro, el que devora los cadáveres, y el que se reúne en tropel en los campos de batalla para darse un festín con los muertos».

## Comentarios

### De la iglesia católica

#### A todo el salmo
Este reconocimiento de la presencia divina como culmen de la existencia refleja una teología profundamente centrada en la experiencia de Dios como plenitud de sentido. La mención del Templo no responde únicamente a una ubicación geográfica, sino que simboliza el ámbito privilegiado de encuentro con lo trascendente. Así, el itinerario espiritual del salmista se estructura como un ascenso desde la sed de Dios en el desierto hacia la satisfacción de esa búsqueda en la contemplación litúrgica y mística. Esta estructura revela una progresión desde la precariedad del exilio hacia la seguridad interior que proporciona la comunión con el Señor, y vincula el destino personal del justo con el destino colectivo del pueblo representado en el rey. El salmo, entonces, no sólo expresa una espiritualidad individual, sino que articula una visión del mundo donde la justicia divina se manifiesta en la historia concreta, haciendo de la oración un testimonio y de la contemplación una forma de conocimiento revelado.

#### A los versículos 1-9
El nombre de Dios, en la tradición bíblica, no es una mera designación verbal, sino la manifestación de su ser, su presencia activa y su fidelidad en la historia. Al invocar el nombre divino, el salmista no solo expresa conocimiento, sino comunión y pertenencia. La alabanza brota así como respuesta espontánea al reconocimiento de ese Nombre revelado, expresión de una relación viva y personal. La oración se convierte en el espacio donde el deseo inicial se transforma en gozo, sustentado por la memoria de la fidelidad divina. La referencia a las vigilias nocturnas (v. 7) revela una oración perseverante, continua, que traspasa el tiempo y configura toda la existencia del orante. El alma que se refugia en Dios (v. 8) lo hace no desde la evasión, sino desde la confianza nacida del conocimiento previo de su amor. En este marco, el deseo de Dios no es carencia angustiosa, sino impulso vital que encuentra en la liturgia, la memoria y la alabanza su realización anticipada.

El alma que de verdad ama a Dios no puede querer estar satisfecha y contenta hasta que de veras posea a Dios. Todas las cosas que no son Dios, no sólo no la satisfacen, sino que le aumentan el deseo de verle tal cual Él es.

#### A los versículos 10-12
Los padecimientos del justo no se entienden únicamente como experiencias individuales de aflicción, sino como participación en la obra salvífica de Dios. La figura del salmista, acosado pero confiado, encuentra su plenitud en Cristo, en quien se revela de modo definitivo la paradoja del sufrimiento redentor. La victoria esperada no es simplemente la superación de una amenaza externa, sino la instauración de la justicia divina, en la que participan el rey justo y aquellos fieles a la alianza. La unión entre el destino del orante y el del rey manifiesta una dimensión comunitaria y mesiánica: la suerte del individuo fiel está ligada a la suerte del ungido de Dios. En la perspectiva cristiana, esta identificación culmina en Cristo, cuyo triunfo sobre la muerte inaugura una nueva forma de vida para quienes se unen a Él en la fe. Así, el salmo trasciende su marco histórico para convertirse en una profecía del misterio pascual, en el que la aflicción se transforma en gloria, y la fidelidad en participación del reino definitivo.

Cada uno de nosotros aportamos a esta especie de común república nuestra lo que debemos de acuerdo con nuestra capacidad, y en proporción a las fuerzas que poseemos, contribuimos con una especie de canon de sufrimientos. No habrá liquidación definitiva de todos los padecimientos hasta que haya llegado el fin del tiempo. No se os ocurra, por tanto, hermanos, pensar que todos aquellos justos que padecieron persecución de parte de los inicuos, incluso aquellos que vinieron enviados antes de la aparición del Señor, para anunciar su llegada, no pertenecieron a los miembros de Cristo. Es imposible que no pertenezca a los miembros de Cristo, quien pertenece a la ciudad que tiene a Cristo por rey.

## Usos

### Catolicismo
Este salmo ya fue elegido por san Benito de Nursia hacia el año 530, como cuarto y último salmo durante el oficio solemne de los laudes dominicales (Regla de San Benito, capítulo XI).
El Salmo 63 todavía se recita todos los domingos en las Laudes por sacerdotes y comunidades religiosas, según la liturgia de las Horas. En el ciclo trienal de la Misa dominical, se lee los domingos 22 y 32 del tiempo ordinario del año A6, y el domingo 12 del tiempo ordinario del año C.
Para facilitar la comprensión se le asigna a cada salmo un título en rojo (rúbrica) que no forma parte del salmo. El título del Salmo 63 es El alma sedienta de Dios.

### Música
El compositor checo Antonín Dvořák estableció parte del Salmo 63 (junto con parte del Salmo 61 ) como el número 6 de sus Canciones bíblicas (1894). A finales del siglo XVII , Michel-Richard de Lalande escribió una obra en latín según este salmo (S.20). Es uno de los grandes motetes para celebrar los servicios en la capilla real del Palacio de Versalles , por el Rey Sol Luis XIV .

### Iglesia primitiva
La iglesia antigua hasta alrededor del 400 d. C. tenía la práctica de comenzar el canto de los Salmos en cada servicio dominical con el Salmo 63, llamado “el himno de la mañana”.